# Canis himalayensis
El lobo del Himalaya (Canis himalayensis) es una especie de mamífero carnívoro propuesta para identificar a un cánido en serios peligros de extinción distinto del lobo gris (Canis lupus), pero que originalmente se creía que pertenecía al grupo del lobo tibetano (Canis lupus chanco), subespecie del lobo.
Es oriundo de una pequeña región del norte de India (Jammu y Cachemira y además Himachal Pradesh y al este de Nepal en el Himalaya. Los investigadores de ADN proponen que este lobo puede representar (en conjunto con el lobo de India) una línea de antiguos lobos aislados en India. El lobo del Himalaya solo tiene una pequeña población de 350 animales, y 21 especímenes vivas en zoológicos a lo largo de India. [Inventory of animals in Indian Zoos 2000-2001, New Delhi, India 2002, 314.]
Generalmente se cree que el lobo del Himalaya es parte de la subespecie Canis lupus chanco. Algunos expertos señalan que datos del genoma mitocondrial muestran que el lobo del Himalaya puede ser una subespecie nueva y quizás una especie distinta. Afirman que el lobo del Himalaya se separó del lobo gris aproximadamente 800.000 años atrás. Si fuera una nueva especie, surgirían preguntas como por qué no ha sido capaz de perpetuarse en el mundo de la misma manera que sus familiares los lobos gris.

## Hábitat
Los límites de hábitat del lobo del Himalaya están reducidos a pequeñas cavidades de India, Cachemira, y dentro de China y Mongolia. Éste habita los bosques de coníferas de las inclinaciones sureñas del Himalaya, que es el hogar de muchas otras especies únicas. Se cree que cuando estas especies evolucionaron estaban rodeadas por glaciares y otras áreas físicas que no promovían su esparcimiento y perpetuación.

## Evolución
Hasta hace poco se creía que todos los lobos y perros formaban parte del clado lobo-perro que significa que todos los perros domesticados provienen del lobo. Cuando el linaje Himalaya fue estudiado se encontró que el lobo del Himalaya no compartía ningún marcador genético con los lobos grises o perros. Esto indica que el lobo del Himalaya no juega ningún papel en la domesticación de los perros. Cuando la divergencia de los lobos del Himalaya ocurrió hace 800,000 años atrás, el hábitat de lo que es hoy Nepal estaba pasando por importantes transformaciones geológicas y cambios climáticos. La región del Himalaya, que también es el hogar para el lobo de India y el lobo gris, es el único lugar geográfico del mundo en que existen estas tres especies de lobos, por lo tanto respalda la teoría de que la región índica es el lugar más probable donde se dio la evolución del lobo de hoy día. 

## Perspectiva
El futuro del lobo del Himalaya es inseguro. Estudios recientes han estimado que la población es de solo 350 individuos. Estos lobos son vistos como una amenaza para los campesinos y hacendados regionales y a su vez son asesinados porque están desprotegidos. Por lo tanto, es imprescindible que estos animales sean protegidos porque representan el linaje más antiguo de cualquier especie actual de lobos en el planeta. Esta especie tiene un estimado de 800,000 años de antigüedad que es el doble lo que tiene el lobo gris norteamericano que es 400,000 años de antigüedad. 

## Reproducción en cautividad y salvamento
18 lobos del Himalaya se han reproducidos en cautividad. Fueron capturados en la selva y ahora están siendo preservado en la región Trans-Himalaya de India en el zoológico de Darjeeling ubicado en las colinas de Shiwalik en las inclinaciones bajas del Himalaya en Bengala occidental, y en el zoológico de Kufri con el parque nacional Kufri Himalayan ubicado en la provincia de Himachal Pradesh. En el 2004, mayores grupos de lobos del Himalaya fueron encontrados en el Valle Spiti. La población total se calcula que es de 21 individuos en cuatro de los parques zoológicos de India.